# Большая Воробьёвская улица
Больша́я Воробьёвская у́лица — улица города Иванова. Располагается во Фрунзенском районе. Начинается от улицы Варенцовой и идёт до улицы Володиной.

## Происхождение названия

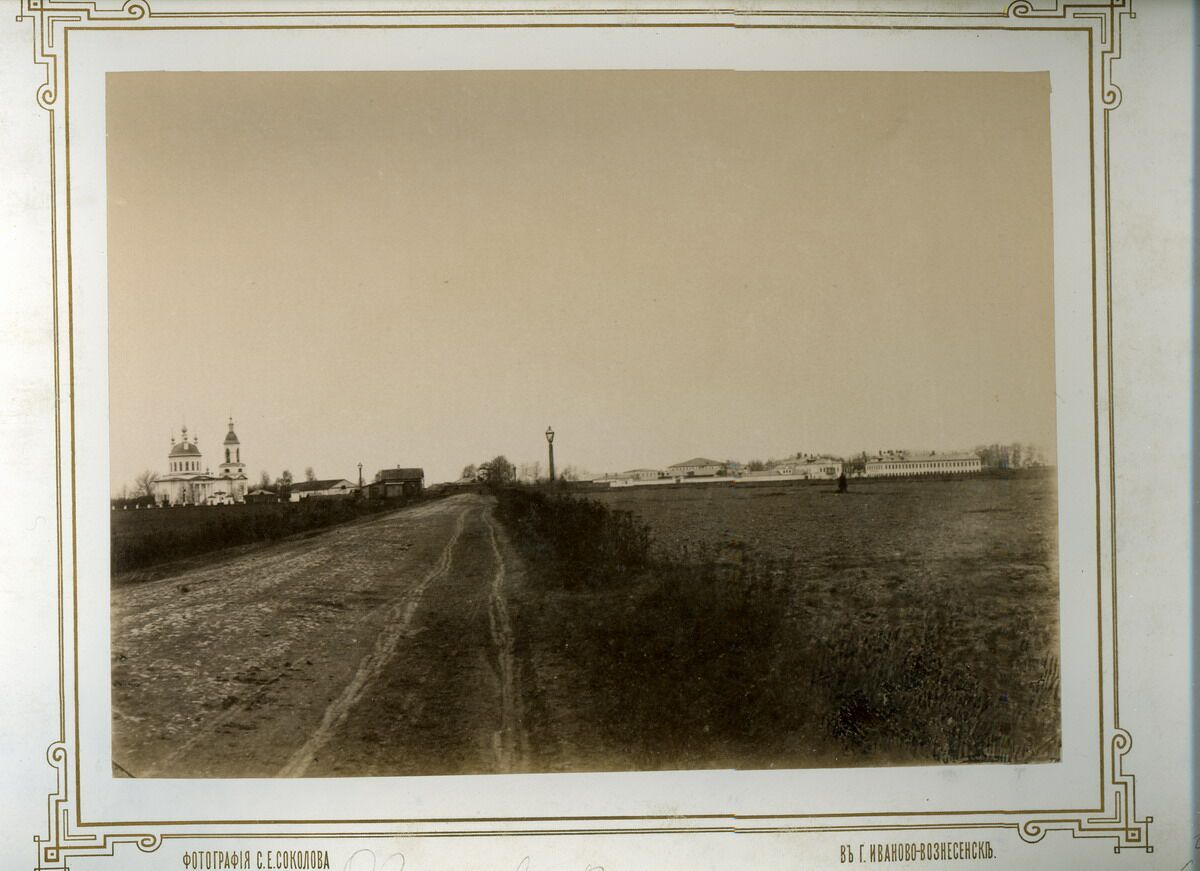
Воробьёвская улица. Начало XX века

До 1920 года улица носила название Воробьёвская по находившейся здесь ранее деревни Воробьёво. Сама деревня впервые упоминается в документах конца XVII века как владение помещицы Е. И. Барсуковой. После постройки в 1840 году Ильинской церкви деревня стала сельцом. В 1930 году Воробьёво было включено в черту города.

## Архитектура
Основную часть застройки составляют частные одноэтажные дома. Есть несколько высотных жилых домов. На улице располагается Институт развития образования Ивановской области, центральный офис филиала «Вознесенский» АКБ «Инвестторгбанк», памятник архитектуры «дом П. Д. Голубева» (1910), выполненный в стиле модерн архитектором А. Ф. Снуриловым.
С 2007 года началась масштабная реконструкция дорожного полотна. Для этой цели городским бюджетом было выделено 92 млн рублей.
В 2008 году в связи с прокладкой ливневого коллектора, перекладкой водопровода и переустройством существующих сетей, улица была закрыта. В сентябре 2009 года начались работы по устройству верхнего слоя асфальтобетонного покрытия. В 2010 году реконструкция дороги была завершена. Новая дорога заметно разгрузила параллельную улицу Богдана Хмельницкого.

## Транспорт
С 1935 по 2007 год единственным общественным транспортом был трамвай (маршрут № 5).
Сейчас по улице проходит автобусный маршрут № 44 и маршрутное такси 17.

## Фотографии

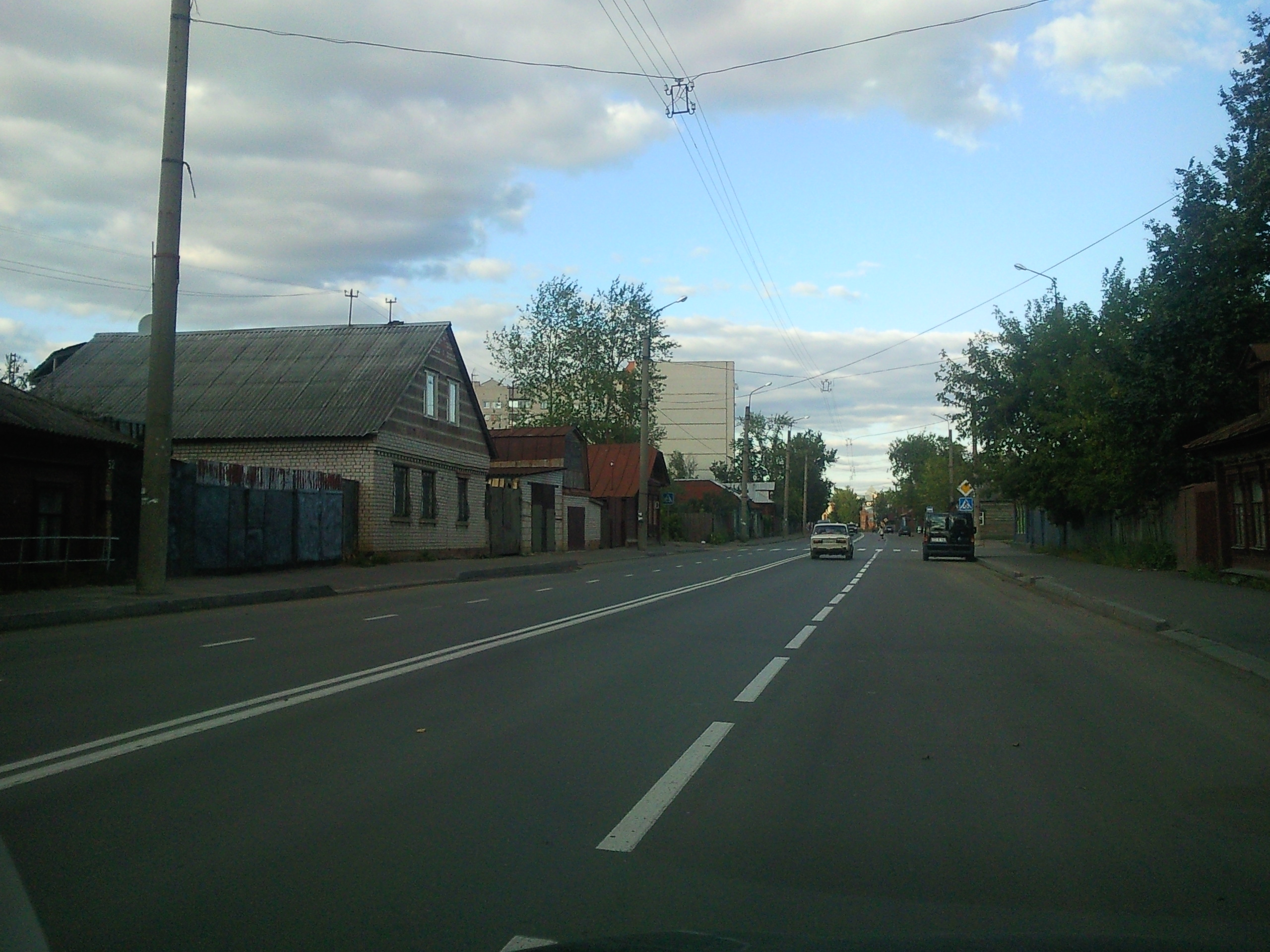
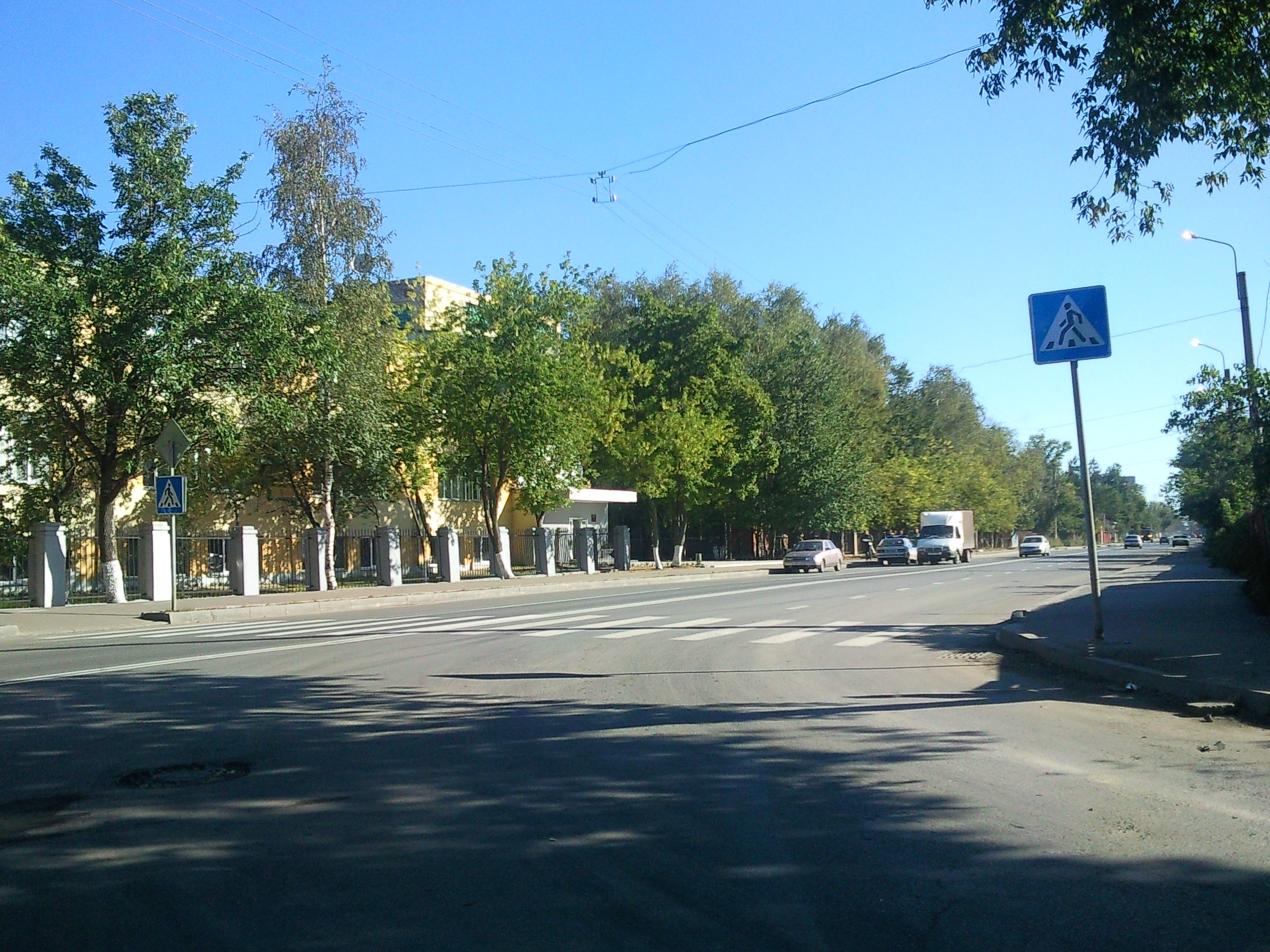
На перекрестке с Велижской улицей
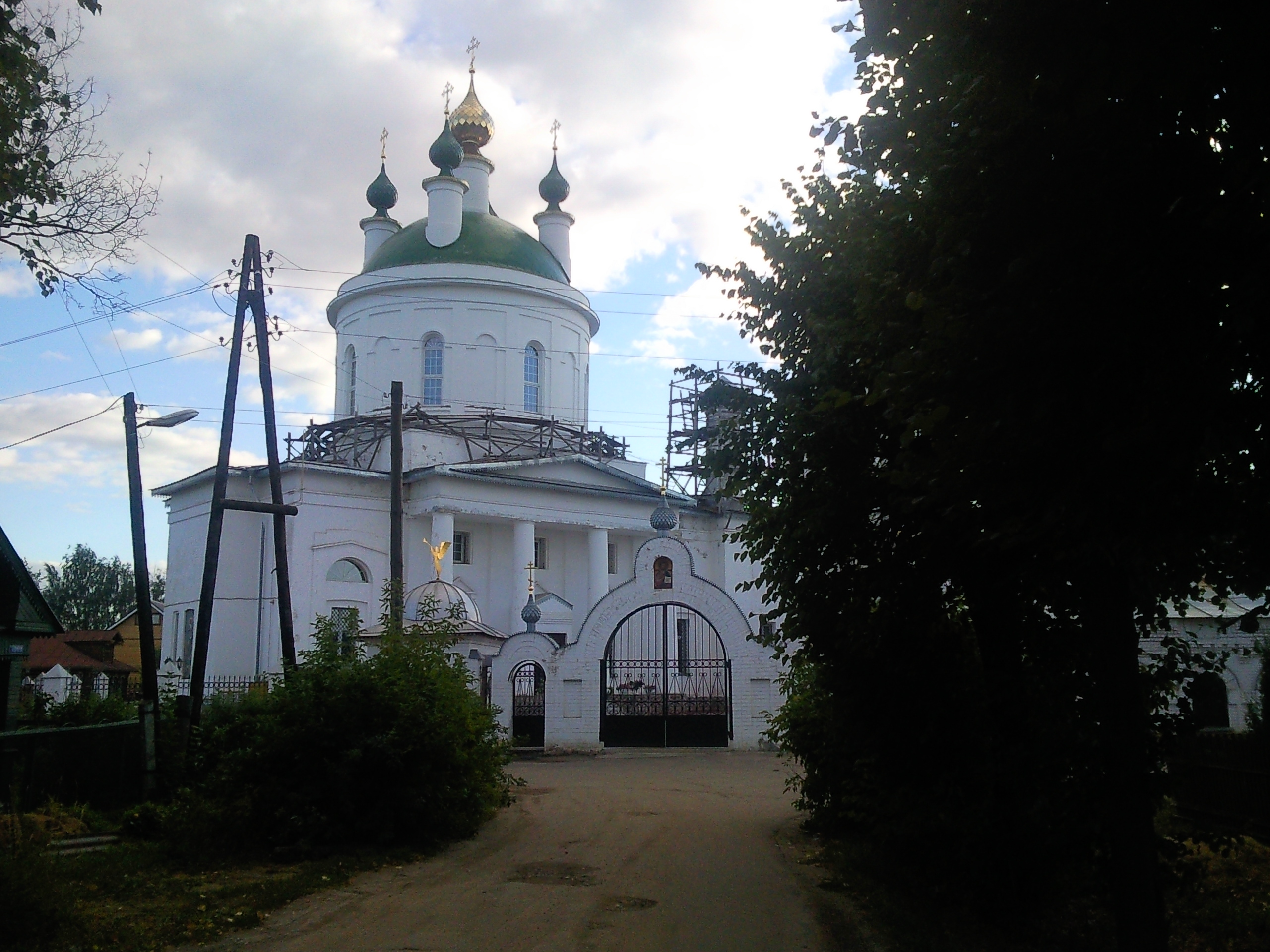
Ильинская церковь
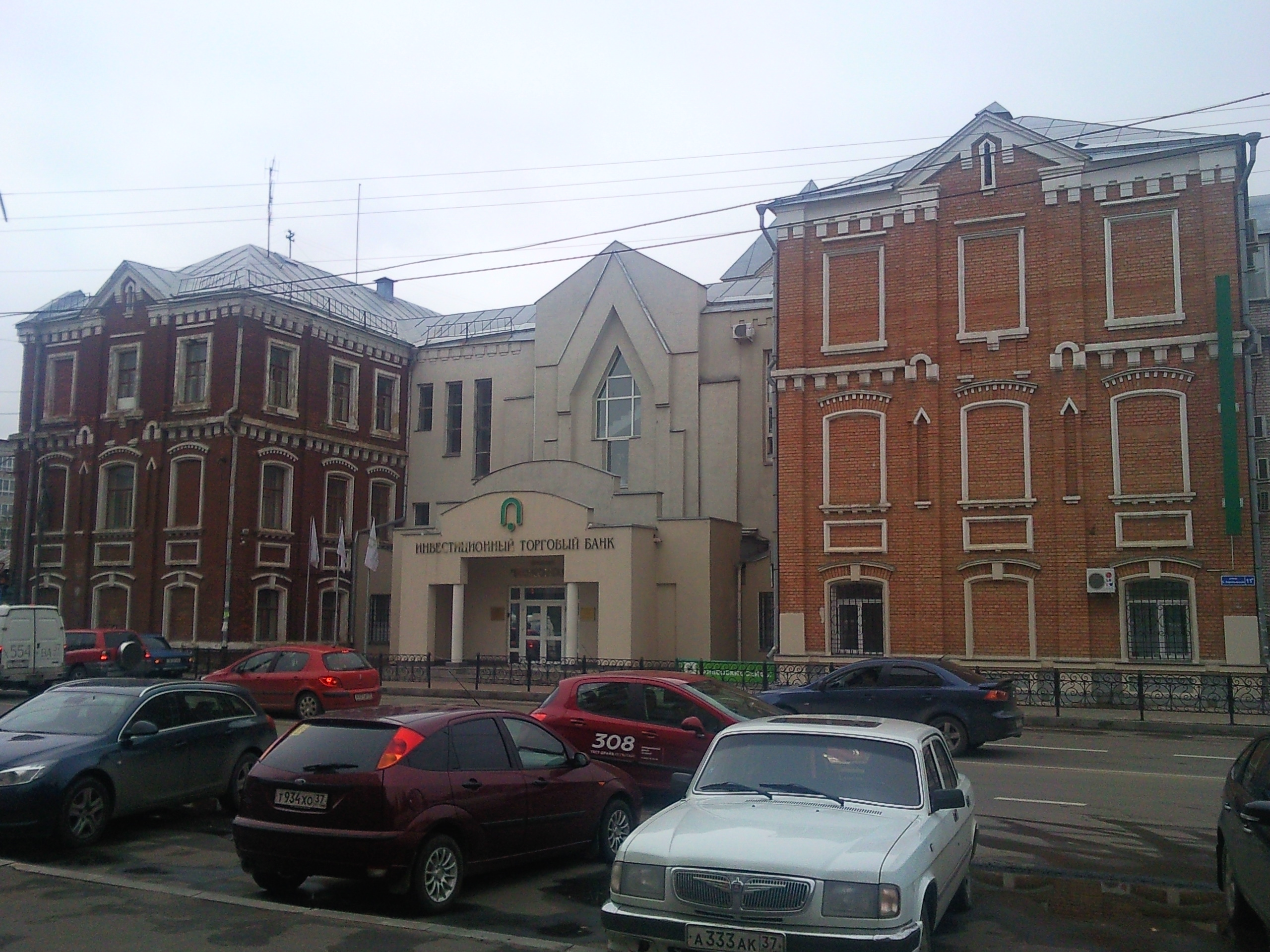
Филиал Вознесенский Инвестторгбанка